# Capitoliumi amphora
Capitoliumi amphora, ókori római mértékegység, az amphora űrmérték folyadék mérésére, körülbelül 26,2 liter. A Capitoliumon őriztek egy edényt, amely a pontos méretének megfelelő volt, s így mintául szolgált.